# Douma municipale
 (janvier 2024).
Si vous disposez d'ouvrages ou d'articles de référence ou si vous connaissez des sites web de qualité traitant du thème abordé ici, merci de compléter l'article en donnant les références utiles à sa vérifiabilité et en les liant à la section « Notes et références ».
Pour les articles homonymes, voir Douma (homonymie).
Une douma municipale (en russe : Городская дума, Gorodskaïa douma) est un corps législatif municipal en Russie, créé pour la première fois au XVIIIe siècle.

## Empire russe
Les doumas municipales sont originaires d'un oukase publié le 21 avril 1785 par l'impératrice Catherine II « Charte des droits et avantages des villes de l'Empire russe » qui comprenait la création de la « douma générale de la ville ».
La douma générale élisait un organe exécutif, composé du maire et de six conseillers, un de chaque des six "classes" d'habitants de la ville. Les doumas générales ont été remplacées par des doumas de toute classe (en russe : всесословные общие) et parfois par des conseils d'administration (en russe : распорядительные думa) (d'abord à Saint-Pétersbourg (1846), à Moscou (1862) et à Odessa), et après la réforme administrative de 1870, la douma de la ville dans tous les villes (dans les petites villes de l'empire utilisaient également une gouvernance urbaine simplifiée sans conseil municipal).

## Fédération Russe
En 1991, la loi russe « Sur l'autonomie locale en RSFSR » a été adoptée, qui a en fait permis la création de douma à la place de « conseils de la ville des députés de la douma urbaine » d'avant.
En 2003, une nouvelle loi fédérale est parue (« Sur les principes généraux du gouvernement local dans la fédération de Russie » du 06.10.2003, № 131-FZ), en vertu de laquelle les compétences exclusives des douma sont :
- adoption de la charte de la ville et introduction de modifications et d'ajouts.
- l'approbation du budget municipal et un rapport sur son exécution.
- établissement, modification et annulation des taxes et redevances locales conformément à la loi fédérale.
- adoption des plans et programmes de la ville, approbation des rapports sur leur exécution.
- détermination de l'ordre de gestion et de disposition des biens appartenant au domaine communal.
- détermination de l'ordre de prise de décision sur la création, la réorganisation et la liquidation des entreprises et institutions municipales, ainsi que l'établissement des tarifs pour les entreprises et institutions municipales.
- détermination de l'ordre de participation aux organismes de coopération intercommunale.
- déterminer l'ordre du soutien logistique et organisationnel du gouvernement local.
- contrôle de l'exécution des autorités locales et des fonctionnaires des pouvoirs d'autonomie locale pour résoudre les problèmes locaux.

## Doumas des plus grandes villes

### Dix plus grandes
| Ville                                               | Sujet fédéral                       |  |
| --------------------------------------------------- | ----------------------------------- |  |
| Moscou                                              | Ville fédérale de Moscou            |  |
| Saint-Pétersbourg                                   | Ville fédérale de Saint-Pétersbourg |  |
| Novossibirsk                                        | Oblast de Novossibirsk              |  |
| Iekaterinbourg                                      | Oblast de Sverdlovsk                |  |
| Nijni Novgorod (Douma municipale de Nijni Novgorod) | Oblast de Nijni Novgorod            |  |
| Kazan                                               | République du Tatarstan             |  |
| Samara                                              | Oblast de Samara                    |  |
| Tcheliabinsk                                        | Oblast de Tcheliabinsk              |  |
| Omsk                                                | Oblast d'Omsk                       |  |
| Rostov-sur-le-Don                                   | Oblast de Rostov                    |  |

### Dix à 20
| Ville       | Sujet fédéral           |  |
| ----------- | ----------------------- |  |
| Oufa        | République de Bachkirie |  |
| Krasnoïarsk | Kraï de Krasnoïarsk     |  |
| Perm        | Kraï de Perm            |  |
| Volgograd   | Oblast de Volgograd     |  |
| Voronej     | Oblast de Voronej       |  |
| Saratov     | Oblast de Saratov       |  |
| Krasnodar   | Kraï de Krasnodar       |  |
| Togliatti   | Oblast de Samara        |  |
| Ijevsk      | République d'Oudmourtie |  |
| Oulianovsk  | Oblast d'Oulianovsk     |  |